# Dawson (New Mexico)

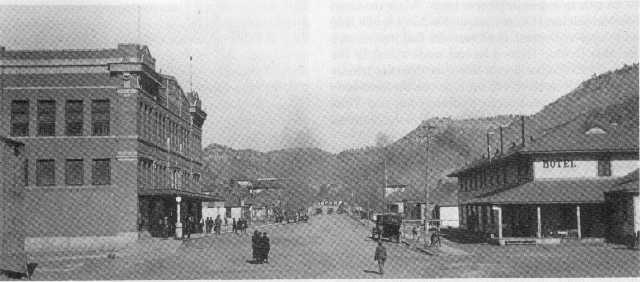
Main Street in 1916

Dawson is een verlaten mijnplaats gelegen in het noorden van de staat New Mexico (USA).

## Mijnrampgeschiedenis
Op 22 oktober 1913, zorgde een verkeerde dynamietlading voor een enorme explosie in de Stag Canon Mine No.2 en kwam er een enorme steekvlaam uit de opening van de mijn. Reddingsploegen waren goed voorbereid maar er konden maar enkele mijnwerkers worden gered. Er waren 263 doden in een van de ergste mijnrampen in de geschiedenis van de Verenigde Staten. De doden werden begraven op een speciale plek van de begraafplaats, ieder met een smal, ijzeren kruis.
Bijna tien jaar later toen mijnwagons ontspoorden, veroorzaakte dit kolenstof in de mijn. Het was niet een soortgelijke ramp als ervoor maar  het effect was van dezelfde soort. Veel vrouwen die hun man verloren ervoor, wachtten nu op hun zonen die uit het stof moesten komen maar in 8 februari 1923 verloren 123 mannen nog hun leven en de kruizen in de speciale sectie op de begraafplaats telden toen een aantal van 386.

## Geboren in Dawson
- Dolores Huerta